# Metopostigma nigriantennatum
Metopostigma nigriantennatum är en tvåvingeart som beskrevs av Kanmiya 1978. Metopostigma nigriantennatum ingår i släktet Metopostigma och familjen fritflugor. Inga underarter finns listade i Catalogue of Life.